# Marie Duplessis
Marie Duplessis, nascida Rose Alphonsine Plessis, (Nonant-le-Pin, 15 de janeiro de 1824 — Paris, 3 de fevereiro de 1847) foi uma cortesã francesa que serviu de inspiração para a personagem Marguerite Gautier, no romance "A Dama das Camélias", por Alexandre Dumas Filho.

## Biografia
Filha de um camponês alcoólatra de vida escandalosa, com a morte da mãe, ainda criança, ficou à mercê do pai. Em 1838, com 14 anos, se mudou para Paris e trabalhou como costureira. Ambiciosa, percebeu que era grande sua capacidade de atrair homens, assim se tornou logo uma cortesã de Luxo. Foi levada às rodas de nobreza de Paris, pelo Duque de Guiche. Alphonsine quis refinar-se, aprendeu como ser uma dama, teve aulas de dança e etiqueta, pelas mãos do Duque. Nessa época que adotou o nome de Marie Duplessis, por achar o nome mais elegante.
Nunca lhe faltaram amantes, tal como Franz Liszt. Passou a ser sustentada pelo velho Conde de Stackelberg, que lhe deu uma mansão, muitas joias e uma carruagem com os cavalos. Surgiu um boato que Marie seria parecida coma filha do velho conde, daí o motivo de tanta generosidade.
Marie tinha vinte anos quando conheceu Dumas Filho, no Teatro de Variedades. Dumas, vestido na última moda, refinado, o rapaz logo atraiu seus olhares. Apaixonaram-se sinceramente. Mas, em 1845, Dumas escreveu a Marie uma carta que dizia que eles tinham que romper, pois ele não era rico para amá-la como ele gostaria, e nem pobre para ser amado da forma que ela desejava. Marie partiu para a Inglaterra onde casou-se com o Conde Édouard de Perregaux. O casamento durou pouco. Tuberculosa, Marie voltou para Paris e para a antiga vida mundana. A doença se agravou seriamente. Morreu aos 23 anos, sem dinheiro e com a beleza destruída pela enfermidade.
1. ↑  «The Real Traviata: The tragic true story that inspired La traviata». www.rbo.org.uk (em inglês). Consultado em 7 de julho de 2025